# Арабски леопард
Арабски леопард (Panthera pardus nimr) е хищен бозайник, член на семейство Коткови, подвид на леопарда. Обитава части от Близкия изток и целия Арабския полуостров. Подобно на амурския леопард представителите на този подвид са също изключително малко в дивата природа. Поради тази причина подвидът е класифициран като критично застрашен според Международният съюз за защита на природата.

## Описание
Това е най-дребният подвид на леопарда. Мъжките са с тегло около 30 kg, а женските 20 kg.

## Хранене
В менюто му влизат основно копитни животни характерни за Арабия, но се храни и с птици, дребни гризачи, зайци и лисици. Често напада и домашен добитък.

## Разпространение
Основният ареал на разпрастранение на подвида е в Арабския полуостров в страни като ОАЕ, Саудитска Арабия, Оман, Йемен и Израел в Близкия изток. Местообитанията му включват предимно сухи полупустинни райони.